# Atena
Aténa (grško Άθηνά, Athēnâ ali Ἀθήνη, Athénē; dorsko Άσάνα, Asána; latinsko Minerva) je bila grška boginja civilizacije, modrosti, tkanja, obrti in vojaške discipline (nasilje in krvoželjnost sta bila Aresovo področje). Imenovali so jo tudi Atena Palada. Je hči Zevsa in Metide. Atenina modrost obsega tehnično znanje tkanja in obdelovanja kovin, pa tudi zvitost (metis) likov, kot je bil npr. Odisej. Posvečeni sta ji bili sova in oljka. Ime izvira iz grškega Ἀθεονόα, Atheonóa (= iz božji (theos) um (nous)). Klicali so jo tudi Άτρυτώνη, Atrytone (= neutrudljiva), Παρθένος, Parthénos (= devica) in Ή Πρόμαχος, Promachos (prednja bojevnica, tj. ki se bojuje spredaj).
Ateno je spremljala sova, pogosto pa tudi boginja zmage Nike. Prikazana je z egido na prsih (ščit njenega očeta Zevsa), s šlemom in s ščitom z glavo Gorgone Meduze, votivnim darom Perzeja. Atena je oborožena boginja bojevnica in se je v grški mitologiji pojavljala kot pomočnica številnim junakom, med drugim Herakleju, Jazonu in Odiseju. Nikoli ni imela ljubimca, zato so jo pogosto imenovali Atena Partenos (Atena Devica). Od tu izvira tudi ime najznamenitejšega njej posvečenega svetišča Partenona na Akropoli v Atenah.
Ateno so kot zaščitnico mesta (Atena Poliada) častili po vsej Grčiji, posebno razmerje pa je imela do Aten, na kar kaže tudi etimološka povezanost med imenom boginje in mesta. Atene imajo množinsko ime zato, ker so bile kraj, v katerem je Atena že od najzgodnejših časov predsedovala svojemu sestrstvu (Athenai). Atena je bila namreč v Egeju po vsej verjetnosti boginja že v prazgodovinskih časih. Nekatere najdbe kažejo, da je bila v začetku Atena sova ali splošneje ptičja boginja. V tretji knjigi Odiseje privzame obliko morskega orla. Njena egida (ščit) je morda ostanek kril; na antični lončenini z rdečimi poslikavami je namreč prikazana s krili.
V olimpijskem panteonu je bila Atena ustvarjena kot najljubša Zevsova hči, ki se je rodila iz njegovega čela, potem ko je požrl njeno mater Metido. Zgodba o njenem rojstvu se je ohranila v več različicah. V najpogosteje navajani Zevs leže z Metido, boginjo pretkanosti, vendar se takoj zatem ustraši posledic. Prerokovano je bilo namreč, da bo Metida rodila otroke, ki bodo močnejši od očeta Da bi se izognil posledicam, Zevs po odnosu spremeni Metido v muho in jo pogoltne, vendar prepozno: Metida je že spočela otroka. Metida začne takoj izdelovati šlem in obleko za svojo spočeto hčer. Kovanje povzroča Zevsu hude bolečine in Prometej, Hefajst, Hermes ali Palemon (odvisno od vira) preseka Zevsovo glavo z dvorezno minojsko sekiro (labrida Velike boginje). Pri tem Atena ob hudih Zevsovih mukah popolnoma odrasla in oborožena skoči iz njegove glave.
Po fragmentih, pripisanih pollegendarnemu feničanskemu zgodovinarju Sanhuniatonu, domnevno napisanih pred trojansko vojno, je bila Atena hči Kronosa, kralja Biblosa, ki naj bi obiskal 'nenaseljivi svet' in podaril Atiko Ateni.

## Ime, etimologija in izvor
Ime Atena je morda lidijskega izvora. Morda je skovanka, deloma sestavljena iz tirzenijskega "ati", kar pomeni "mati", in imena hurijske boginje Hanahane, marsikje okrajšanega v "Ana". V mikejski grščini se morda pojavi v enem samem napisu na tablicah v linearni pisavi B: A-ta-na-po-ti-ni-ja  se pojavi v besedilu iz pozne minojske dobe II, Soba kočijaških tablic v Knososu, najzgodnejšem ohranjenem arhivu v linearni pisavi B. Čeprav to frazo pogosto prevajajo kot Ljubica Atena, dejansko pomeni potnia At(h)ana, kar morda pomeni Gospa Aten; Ni jasno, ali se to nanaša na mesto Atene. Pojavi se tudi A-ta-no-dju-wa-ja, končni del črkovanja v linearni pisavi B grškega izraza Diwia (mikejsko di-u-ja ali di-wi-ja).
V dialogu Kratil Platon razloži izvor imena Atene s pogledi starih Atenčanov, iz A-theo-noa (A-θεο-νόα) ali E-theo-noa (H-θεο-νόα), kar pomeni božji um (Kratil 407 b). Platon in tudi Herodot sta opazila, da so prebivalci Saisa v Egiptu častili boginjo, katere egipčansko ime je bilo Neit; istovetili so jo z Ateno. (Timej 21 e), (Zgodbe 2:170-175).

## Pridevki in častilni naslovi
V pesništvu je od Homerja naprej najpogostejši pridevek Atene glaukopis (γλαυκώπις), kar bi lahko prevedli kot svetlooka ali s svetlečimi se očmi. Gre za kombinacijo besed glaukos (γλαύκος, s pomenom svetleč, srebrn in pozneje modrozelen ali siv) in ops (ώψ, oko, ponekod tudi obraz). Zanimivo je, da iz istega korena izhaja tudi glauks (γλαύξ, sova), domnevno zaradi izrazitih oči. Ptica, ki vidi ponoči, je tesno povezana z boginjo modrosti: na arhaičnih slikah je Atena pogosto upodobljena s sovo na glavi. Kot že omenjeno, je bila Atena v začetku morda ptičja boginja, podobno kot neznana boginja, upodobljena s sovami, krili in ptičjimi kremplji na Burneyjevem reliefu, mezopotamskem terakotnem reliefu z začetka drugega tisočletja pred našim štetjem.
V Iliadi (4.514), Homerjevih himnah in Heziodovi Teogoniji ima Atena nenavaden pridevek Tritogeneia. Pomen tega izraza je nejasen. Morda kaže, da je bil po nekaterih prvotnih mitih njen oče morski bog Triton, ali pa, kar je manj verjetno, da se je rodila blizu jezera Triton v Afriki. Pridevek bi lahko pomenil tudi trojno rojena ali tretjerojena, kar bi se lahko nanašalo na to, da je tretja hči Zevsa ali da se je rodila iz Metide, Zevsa in same sebe. Po nekaterih legendah je namreč prvi Zevsov otrok po Artemidi in Apolonu, po drugih pa je Zevsov prvi otrok sploh.
Kot sodnica Orestu za umor njegove matere Klitajmnestre je dobila tudi pridevek Atena Areja.

### Pallas in Atena: Atena Palada
Ateno so pogosto imenovali Atena Palada (starogrško Παλλάς Άθήνη, novogrško Παλλάς Αθηνά). Pridevek izhaja od dvoumne osebe, imenovane Palas, ponekod moške, drugje ženske, omenjene samostojno le kot družina značajev v Vergilovi Eneidi. Po nekaterih virih je bila Palada, družabnica Atene, hči boga Tritona, Ateninega krušnega očeta. Atena je Palado ubila, kar se je po nekaterih različicah zgodilo nenamerno. V pelazgijski različici mita o njenem rojstvu je bila Palada Atenina prijateljica in jo je Atena po nesreči ubila v bojni igri. Paladino ime si je potem nadela v znak žalovanja. Poleg tega je iz drevesnega debla izdolbla leseno častilno sliko (hoanon) Palade, paladij, ki ga je pustila Zevsu. Pozneje se je za paladijem skrila Elektra, ko jo je zapeljeval Zevs. Ko ga je Zevs odrinil, je padel na ilionsko (Troja) zemljo, kjer mu je Ilos zgradil svetišče.
V Homerjevi himni Hermesu je bil Palant oče boginje lune Selene. Po drugih različicah je bil Palant eden od velikanov, ki ga je Atena ubila ob gigantomahiji (uporu Titanov olimpskim bogovom); po tem je kot varovalno egido' vselej nosila kozjo kožo, obrobljeno s htonskimi Palantovimi kačami. Morda pa ga je vsrkala in nadomestila subtilneje. Walter Burkert pravi, da je Atena Atena Palada, Pallas Athenaie, tako kot je Hera Argoška Here Argeie. Za Atenčane je bila, kot opozori Burkert, preprosto Boginja, he theos, kar je gotovo starodaven naslov.

### Drugi častilni naslovi
Atena je imela še mnoge druge častilne naslove. Kot zavetnica obrtnikov in rokodelcev je imela pridevek Atena Ergane. Na Akropoli, posebno na panatenajskih igrah so Ateno častili s pridevkom Atena Partenos (devica). V bitki, ki jo je vedno vodila, je dobila pridevek Atena Promahos. Kot zaščitnica Aten in Akropole, pa tudi drugih mest, npr. Argosa, Šparte, Lindosa in Larise, je imela pridevek Atena Poliada. Kot izumiteljica kočije je dobila pridevek Atena Hipeja ali Atena Hipija; pod tem naslovom so jo častili v Atenah, Tegeji in Olimpiji. Kot Atena Hipeja je imela druge starše, namreč Pozejdona in Polifema, hči Okeana.. V teh mestih je bilo Ateni posvečeno svetišče pogosto najpomembnejše svetišče akropole.
Ateno so po atenski zasedbi pogosto istovetili z Afejo, krajevno boginjo otoka Ajgina.

## Zgodbe

### Erihtonij
Po pripovedovanju Apolodorja je Hefajst Ateno neuspešno poskusil posiliti. Njegovo seme je padlo na tla in iz Zemlje, Gaje, se je rodil Erihtonij. Po drugi različici je seme padlo na Atenino nogo. Obrisala si ga je s kosom volne, ki ga je odvrgla na tla. Erihtonij se je nato rodil iz tal in volne. Po tretji različici se je Hefajst želel poročiti z Ateno, vendar je na poročni postelji izginila. Hefajst je tako seme izbrizgal na tla. Atena je otroka pustila v zabojčku trem sestram, Kekropsovim hčeram, Hersi, Pandrosi in Aglavri in jih posvarila, naj ga nikoli ne odprejo. Aglavra je cisto kljub temu odprla in v njej zagledala otroka in prihodnjega kralja Erihtonija v obliki kače. Ob tem prizoru sta Hersa in Pandrosa znoreli. S skokom z Akropole sta se ubili.

### Aglavra
Po eni od različic mita, zapisani v Ovidovih Metamorfozah, se je Hermes zaljubil v Herso. Hersa, Aglavra in Pandrosa so odšle v svetišče žrtvovat Ateni. Hermes je od Aglavre zahteval, da mu pomaga pri zapeljevanju Herse. Aglavra je v zameno od Hermesa zahtevala denar in zapeljela Herso.  Atena je hotela Aglavro kaznovati in ukazala je Ljubosumnosti, naj pokvari njena čustva. Ljubosumnost je ubogala njena povelja in okužila Herso. Aglavra se je spremenila v kamen.

### Arahna
Žena po imenu Arahna se je nekoč hvalila, da tke bolje kot Atena, boginja tkalstva. Atena se ji je prikazala kot stara ženica in ji rekla, naj se pokesa svoje hvalisavosti, vendar jo je Arahna namesto tega rajši pozvala na dvoboj. Atena je odvrgla svojo preobleko in dvoboj se je začel. Atena je stkala prizor spora s Pozejdonom o Atenah, Arahna pa prizor, ki se posmehuje Zevsu in njegovim številnim ženam. Atena ob njenih sposobnostih (dvoboj ni nikoli odločen) in izbiri motiva (saj je konec koncev Zevsova najljubša hči) pobesni. V jezi uniči delo Arahne. Arahna je v dvoboju tako ponižana, da se obesi. Atena svoje dejanje obžaluje in jo spremeni v pajka, ki si s tkanjem mreže lovi hrano.

### Perzej in Meduza
Atena je vodila Perzeja pri uničenju Meduze, nevarnega ostanka starega predolimpijskega reda, ta pa ji je v znak hvaležnosti podaril njeno glavo, ki jo je pritrdila na svojo egido (ščit). S tem se je še bolj zaščitila, saj je Meduzina ostudna glava ohranila svojo sposobnost spreminjati ljudi v kamen tudi po smrti.
Pri tem pa je Meduzo v spako spremenila ravno Atena. Prvotno je bila Meduza edina lepotica med tremi Gorgonami, vendar pa je v Ateninem svetišču občevala s Pozejdonom (ali pa jo je posilil). Po odkritju onečaščenja svojega svetišča je Atena za kazen Meduzo spremenila v podobo, enako njenim sestram. Meduzini lasje so se spremenili v kače, njen pogled je vsakogar spremenil v kamen, spremenjen pa je bil tudi njen spodnji del telesa. S tem je izgubila vsakršno možnost za intimnost z moškim.

### Herkul
Atena je Herkula poučila, kako naj z nemejskega leva z uporabo levovih lastnih krempljev odre kožo. Levje krzno je postalo skupaj s palico iz lesa oljke, ki jo je uporabil v boju, Herkulovo značilno oblačilo. Atena mu je pomagala tudi pri nekaterih drugih nalogah.

### Tejrezias in Hariklo
Po eni od različic mita o Tejreziasu je Tejreziasa oslepila Atena, ko jo je našel golo. Njegova mati nimfa Hariklo jo je prosila, naj razveljavi svoj urok, vendar Atena tega ni znala storiti. Namesto tega ga je obdarila s sposobnostjo prerokovanja.

### Odisej
Odisej si je s svojo zvito in pretkano naravo hitro pridobil simpatije Atene, vendar pa mu je pri vračanju domov v glavnem pomagala le posredno (s prišepetavanjem misli). Atena mu je lahko prišla pomagat šele, ko ga je naplavilo na otok, kjer je Navzikaa prala svoja oblačila. Prikazala se je v njenih sanjah in poskrbela, da je princesa rešila Odiseja in ga poslala na otok Itako. Tam se je Atena prikazala tudi Odiseju in ga poučila o vsem, kar je moral vedeti, da si bo doma spet pridobil svoje kraljestvo. Zakrila ga je v starca, tako da ga tožniki in Penelopa ne bodo spoznali in mu je pomagala premagati tožnike.

## V klasični umetnosti
Ateno so navadno upodabljali stoje v oklepu in s šlemom, ki ga je nosila visoko na čelu kot klobuk. V rokah ima sulico in ščit z glavo Gorgone Meduze. Tak je bil tudi 36 metrov visok, a izgubljen Fidasov kip Atene Partenos iz zlata in slonovine, ki je stal v Partenonu. Atena je pogosto upodobljena tudi s sovo, ki ji sedi na ramah. Žalujoča Atena je relief iz približno 460 pred našim štetjem, na katerem je Atena upodobljena utrujena in brez čustev. Na starejših arhaičnih upodobitvah na lončenini s črnimi poslikavami je  upodobljena z nekaterimi minojskimi značilnostmi, npr. z velikimi ptičjimi krili.
Razen po atributih so od 5. stoletja pr. n. št. naprej Ateno precej dosledno upodabljali tudi po njenem videzu. Na obrazu je najbolj opazen malce visok nos z visokim mostičkom, ki se zdi skoraj kot naravni podaljšek čela. Oči so nekoliko vdrte. Ustnice so navadno polne, vendar pa so usta precej ozka, navadno le malce širša od nosu. Vrat je malce predolg. Skupen vtis je mirna in malce vzvišena lepotica.

## Upodobitve v poznejših obdobjih
Atena (Minerva) je upodobljena na panamsko-pacifiškem spominskem kovancu iz  leta 1915 za 50 ameriških dolarjev. Z 2,5 unče (78 g) zlata je to po teži največji kovanec, ki ga je kdaj kovala Kovnica Združenih držav Amerike. To je bil prvi kovanec za 50 dolarjev, ki ga je izdala Kovnica ZDA in do kovanja platinastih kovancev za 100 dolarjev leta 1997 ni bilo večjega. Po vrednosti, natisnjeni na sprednji strani kovanca v prilagojenih dolarjih, je seveda največja denominacija, ki jo je kdaj izdala Kovnica ZDA, 1915.
Atena je simbol Tehnične univerze v Darmstadtu v Nemčiji.
Atena je ime tudi dvema likoma v prvi (1978) in tudi v poustvarjeni znanstvenofantastični nanizanki Bojna ladja Galaktika.
Atenin šlem je osrednja značilnost perjanice Vojaške akademije Združenih držav Amerike.
Atena je tudi vir vpliva na feministične teologinje, kot je npr. Carol P. Christ.